# Lüneburger Prälatenkrieg
Der Lüneburger Prälatenkrieg war kein Krieg im eigentlichen Sinne, sondern ein relativ unblutiger, wenn auch hasserfüllter Konflikt zwischen dem Rat der Stadt Lüneburg und den Geistlichen, die Eigentümer der Sülzpfannen waren.

## Ursachen und Vorgeschichte
Die Ursachen für den Krieg reichten bis ins Jahr 1371 zurück. Die Stadt hatte sich in ihm erfolgreich und unter hohen Verlusten gegenüber Herzog Magnus behauptet. Insgesamt betrugen die Schulden schon zu der Zeit 100.000 Mark, die die Bürger nicht alleine aufbringen wollten.
Die seit 1373 amtierenden wittenbergischen Landesherren (Albrecht bis 1385 und Wenzel I. bis 1388) verfügten, dass zum Schuldenabbau jede der Stadt verfügbare Ressource (also auch die Salinen) genutzt werden müsste. Das hätte die Sülfmeister als Pächter der Salinen getroffen. Sie wollten jedoch nicht soviel zahlen und verlangten als Ratsmitglieder, dass die Prälaten der umliegenden Gemeinden als Eigentümer finanziell stärker belastet werden sollten.
Die Prälaten verweigerten eine Beteiligung, die Lüneburger überschritten ihre Kompetenzen und nahmen die Salinen übermäßig in Anspruch. Als Folge erwirkten die Prälaten den Kirchenbann gegen die Stadt, der 1374 jedoch wieder aufgehoben wurde.
Die Prälaten räumten allerdings eine stärkere finanzielle Beteiligung unter der Bedingung ein, dass ihr Eigentum geachtet werde. Das Zugeständnis wurde (bis zum letzten Mal im Jahr 1388) wiederholt bestätigt, denn Lüneburgs Schulden wuchsen aufgrund von Erbfolgekriegen stetig weiter.

## Verschärfung des Konflikts
In den nächsten 40 Jahren war die Lage in Lüneburg trotz hoher politischer Instabilität außerhalb der Stadttore gemäßigt. Das änderte sich jedoch mit dem Tod Boldewins von Wenden, der stets als Vermittler zwischen Rat und Prälaten fungierte (1441). Die Prälaten zahlten inzwischen 25 % ihrer Einkünfte an die Stadt, die Schulden beliefen sich jedoch auf 550.000 Mark (1450). Das lag zum einen am Bau einer zweiten Stadtmauer, zum anderen an den außerplanmäßigen Beiträgen, die an die Landesherren zu zahlen waren.
1445 spitzte sich der Streit erheblich zu, als der Rat nun die Hälfte der Salzeinkünfte von den Prälaten forderte. Zwar waren die Klöster nach einiger Zeit hierzu bereit, jedoch sorgte der Propst zu Lüne, Diderik Schaper, dafür, dass die Prälaten im letzten Moment zu glauben begannen, der Rat würde überzogene Summen fordern. Durch den Streit verlor Lüneburg an Glaubwürdigkeit.
1451 schickte der Papst einen Sprecher, der befand, dass die Prälaten zahlen sollten. Wenig später wurde die Anweisung jedoch wieder aufgehoben. Als Schaper vom Rat aus dem Amt entfernt wurde und der Rat die kirchliche Aufforderung zu einer Wiedereinsetzung erst nach Ablauf des Ultimatums empfing, wurde er in den Bann gestellt. Das hatte zunächst keine Auswirkungen, denn Geistliche, die sich weigerten, für Ratsmitglieder Messen abzuhalten, wurden auf das Rathaus zitiert, wo ihnen eine Ausreise nahegelegt wurde.
Im Oktober 1454 wurde schließlich der Kirchenbann bekräftigt und um die Vogelfreiheit erweitert. Den Bürgern wurden 30 Tage Zeit gegeben, den Rat abzusetzen, wenn der Bann nicht nochmals erweitert werden sollte. Ein Besuch beim Papst blieb erfolglos für den Rat. Die Stimmung der Bürger schlug bei der Nachricht um und trotz einer Bürgerversammlung stellten die Bürger einen Rat aus 60 Leuten zusammen und verlangten die Schlüssel zu den Stadttoren und Mauertürmen. Der Rat gab nach, um eine Revolution zu unterbinden.

## Der neue Rat und die 60er
Nach weiteren Verhandlungen wurde schließlich die Personenfreiheit des Rates garantiert, wenn dieser freiwillig das Amt niederlege. Dies geschah auch sofort. Die Prälaten verlangten jedoch Bedingungen vom neuen Rat, den die Sechziger gewählt hatten. Zum einen waren 285.000 Mark aus dem Privatvermögen des alten Rats an sie zu zahlen. Andererseits müssten alle Steuereinnahmen zur Schuldentilgung benutzt werden. Dies verursachte auf beiden Seiten Hass und Leidenschaft, vor allem, da beide Parteien nicht glauben wollten, dass die Stadtschulden nicht in den letzten Jahren entstanden waren, sondern das Ergebnis viel weiter zurückliegender Ausgaben waren, was der alte Rat in einer Rechnung vorlegte. So wurden die alten Ratsmänner am 12. Dezember 1454 vom Rat enteignet und unter Hausarrest gestellt. Johan Springintgut erbat sich Bedenkzeit und wurde auf persönlichen Befehl Schapers (inzwischen Stadtsyndikus) ohne Kontakt zur Außenwelt eingesperrt und verstarb kurz darauf (15. Juli 1455).

## Eingreifen des Kaisers und Beilegung des Konflikts
1456 wurden Diderich Springintgut, Bruder des im Kerker verstorbenen Johann Springintgut, sowie sein Freund Nikolas Stoketo beim Kaiser vorstellig und erbaten Genugtuung für den Verstorbenen sowie ein Eingreifen seitens des Kaisers im immer weiter eskalierenden Konflikt. Die Bitte hatte unerwartet Erfolg, der Kaiser befahl die sofortige Wiedereinsetzung des alten Rates, damit verbunden die Absetzung des neuen Rats. In Lüneburg riss Schaper jedoch die Bulle des Kaisers von der Kirchentür ab, was wiederum die Bürger nicht daran hinderte, Kenntnis von der Anweisung zu erlangen. Schapers Tat entrüstete viele Lüneburger so sehr, dass es am 10. November des Jahres auf dem Marktplatz zu einer spontanen, wenn auch unblutigen, Revolte kam. Der neue Rat gab der Forderung nach, der alte Rat wurde aus dem Einlager entlassen und in das alte Amt eingeführt. Knapp zwei Wochen später erfolgte die offizielle Anerkennung durch Herzog Bernd.
1458 wurde zwei ehemaligen Wärtern Springintguts der Prozess gemacht, Schaper verlor Amt und Würden und musste die Stadt verlassen. Nach weiteren Verwirrungen und wiederholtem Aussprechen, Bekräftigen und Widerrufen des Kirchenbannes sowie der Reichsacht kam der Konflikt mit den Prälaten erst zur Ruhe, als 1462 im Kloster Reinfeld, einem der größeren Anteilseigner, ein Kompromiss in Form eines Vertrages geschlossen wurde. Kurz darauf wurden Kirchenbann und Reichsacht endgültig aufgehoben.

## Folgen
Der Reinfelder Vertrag ermöglichte der Stadt Lüneburg, einen großen Teil der Schulden zu begleichen, der Friedensschluss mit Kaiser und Papst eröffnete neue Möglichkeiten für den Handel und die Hanse hatte sich darin bewährt, Städte vor Zugriffen der Fürsten zu schützen.